# 維琴察阿爾卑斯山脈

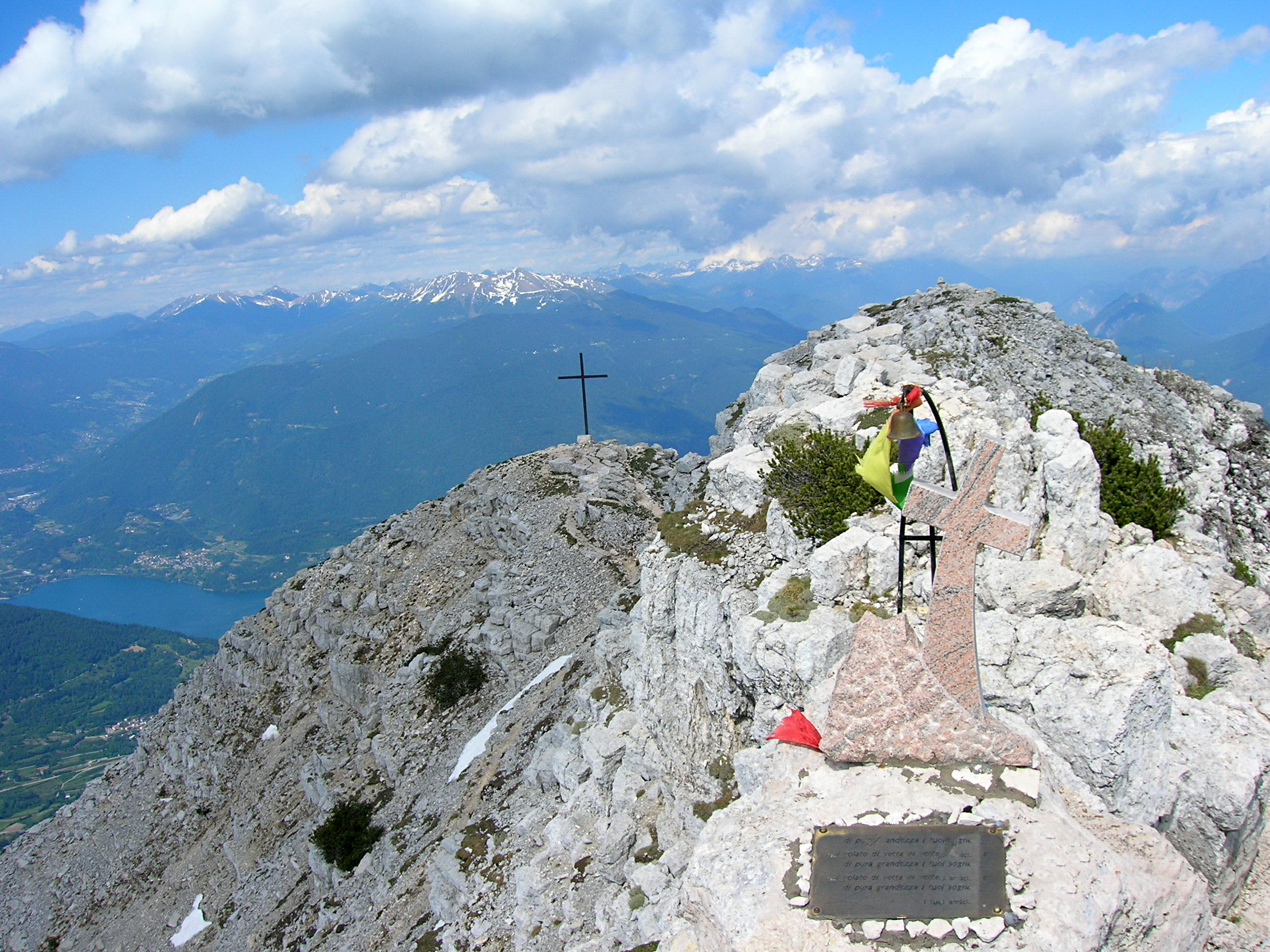

維琴察阿爾卑斯山脈是意大利的山脈，是東阿爾卑斯山脈的一部分，橫跨特倫托自治省和威尼托，北面是菲耶梅山脈，最高點海拔高度2,336米。